# Cronite
Cronite (auch bekannt als Croatian Nightmare, ehemals auch General T., bürgerlich Antoni Jurčić) ist ein auf Englisch rappender Nürnberger kroatischer Herkunft.

## Biografie
Cronite machte sich zuerst als Breakdancer einen Namen, bevor er Ende der 80er Jahre ans Mikrofon wechselte. In diversen Battles trat er gegen amerikanische GIs an, die ihm nach einem solchen Battle den Spitznamen „Croatian Nitemare“, kurz Cronite, gaben.
Seit Anfang der 1990er Jahre arbeitete er unter anderem mit den DJs Kaoz und Stylewarz aus Bremerhaven zusammen, ebenso wie mit Playmo aus Köln und den Produzenten Baby Dooks, Dash & Koolade aus Zagreb.
Nach Veröffentlichung mehrerer Maxis und Features wurde 2003 Universal/Urban auf ihn aufmerksam, über die er sein Debütalbum „Cronite“ veröffentlichte. Der Titel „Remember“ von seinem Debüt-Album wurde von Def Jam South USA für die europäische Version des Films „2FAST2FURIOUS“ auserwählt und erschien auf dem gleichnamigen Soundtrack. 2005 erschien das Mixtape „Independence Day“ in Eigenregie, sowie im August 2006 sein zweites Album „Pariah“ über das Independent-Label Highproductions, dessen Video zur Single "Sick of it all" mit Masta Ace im Dezember 2006 auf MTV Urban Premiere feierte.
Im Jahr 2008 trat er beim MTV-Unplugged-Konzert der Söhne Mannheims (Wettsingen in Schwetzingen) auf und war dort in "Für dich öffnen Sie die Tore" von Xavier Naidoo mit Azad, Tino Oac und Daniel Stoyanov zu hören.
Das dritte Studioalbum „Magnum Opus“ erschien im März 2011 über Monopol Records und enthielt Gastbeiträge von Ras Kass, DoItAll (Lords Of The Underground), Mike Marshall, John Davis und Jay Del Alma, sowie Kam Moye und Pacha Man.

## Diskografie

### Alben
- 2003 Cronite
- 2006 Pariah
- 2011 Magnum Opus

### Singles/Sonstige
- 1994: Bang Bang (12inch Label: Take Off)
- 1997: Pain (12inch Label: SPV)
- 2001: Cronite/Who the f... iz you? (12inch Label: Hot Spot)
- 2001: It Ain´t In Vain (12 Inch Label: CC Recordings)
- 2002 It Ain't In Vain (Juice CD #18)
- 2002: U can't keep a good man down/Do or die (3 Versionen als Vinyl-LP)
- 2003 Remember (Juice CD #32)
- 2003: Remember (auf 2 Fast 2 Furious – Soundtrack)
- 2005: „DJ Polique presents: Cronite - Independence Day“ (Mixtape)
- 2008: Für dich öffnen Sie die Tore (Xavier Naidoo feat. Tino Oac, Daniel Stoyanov, Azad, Cronite auf „MTV Unplugged Wettsingen in Schwetzingen“ [CD/DVD] und 2009 auf „Alles kann besser werden“ von Xavier Naidoo)
- 2012: Kleeblatt, Kleeblatt Fansong zur erfolgreichen Saison 2011/2012 der SpVgg Fürth[1]